# Bob Brouwer (dirigent)
Albertus Antonius (Bob) Brouwer (Rotterdam, 30 september 1934 – aldaar, 20 juni 2023) was dirigent en pianopedagoog.

## Opleiding
Na de MULO en een periode in militaire dienst studeerde hij twee hoofdvakken aan het Rotterdams Conservatorium. Zijn docenten waren George Stam voor koordirectie, Edo de Waart voor orkestdirectie en Christiaan Grootveld voor piano. Brouwer kwam via Grootveld in aanraking met de methodiek van Tobias Matthay.

## Loopbaan
Bob Brouwer was dirigent van de Toonkunstkoren in Gouda en Dordrecht. Met deze koren heeft hij in de jaren 70 vele malen de Matthäus Passion uitgevoerd. In Utrecht dirigeerde hij in diezelfde periode cantates van Bach. Aan de Erasmus Universiteit Rotterdam was hij van 1972 tot 1988 hoofd van de Muziekafdeling. Hij organiseerde en gaf cursussen en leidde koor en orkest van het Muziekgezelschap Erasmusica. Met dit gezelschap trad hij enkele malen per jaar op in De Doelen en in kerken in de regio Rotterdam.
Als pianopedagoog had Brouwer privéleerlingen. Hij stimuleerde hen in hun spel orkestkleuren en stemvoering naar boven te halen, met steeds een focus op toonvorming.

## Publicatie
Bob Brouwer maakte een studie van de methodiek van Tobias Matthay en stelde uit diens publicaties onder de titel "Pianistisch Perspectief" een Nederlands standaardwerk samen, dat in 2006 verscheen en anno 2023 inmiddels aan zijn vierde druk toe is, die postuum zal verschijnen.

## Rotterdamse Piano3daagse
Bob Brouwer is de oprichter en grote promotor van de Piano3daagse in Rotterdam. De eerste editie vond plaats in 1981. Amateurpianisten werden uitgedaagd tussen de schuifdeuren vandaan te komen, om eenmaal gedurende vijf minuten op een vleugel in de Grote Zaal van De Doelen te spelen. Dit evenement was toegankelijk voor amateurs van alle leeftijden en alle niveaus Zij mochten optreden in alle gewenste stijlen. Een jury van Nederlandse beroepspianisten selecteerde kandidaten voor een volgende ronde. Bekende pianisten van nu (2023) hadden hun podiumdebuut bij deze Piano3daagse, onder wie Wibi en Ardjoena Soerjadi, Hans Eijsackers, Hannes Minnaar en Lucas Jussen. Bob Brouwer begeleidde de beide Soerjadis naar hun beroepsopleiding.

## Onderscheiding
Bob Brouwer ontving in 1999 de Erasmusspeld, een Rotterdamse gemeentelijke onderscheiding voor personen, die zich gedurende langere tijd verdienstelijk hebben gemaakt op cultureel gebied. De Erasmus Universiteit onderscheidde hem in 1988 met de Ad Fontes penning.

## Overleden
Bob Brouwer overleed kort nadat bij hem een hersentumor was vastgesteld.